# 斯特拉霍利斯西亞
51°4′38″N 30°23′38″E / 51.07722°N 30.39389°E
斯特拉霍利斯西亞（烏克蘭語：Страхолісся）是位於烏克蘭北部的村莊，由基辅州维什霍罗德区的伊萬基夫市鎮負責管轄。該村始建於1400年，面積1.4平方公里，海拔高度103米，2001年人口720，人口密度每平方公里514.3人。